# Die Legion der Verdammten (1982)
Die Legion der Verdammten (Originaltitel: Les Misérables) ist eine französisch-italienische Literaturverfilmung von Robert Hossein aus dem Jahr 1982. Sie beruht auf dem Roman Die Elenden von Victor Hugo.

## Handlung
Im Jahr 1815 wird Jean Valjean nach 19 Jahren Haft wegen eines gestohlenen Brotes und mehrfacher Fluchtversuche aus dem Gefängnis entlassen. Der einzige, der ihm in Digne Obdach gewährt, ist der Bischof. Valjean stiehlt ihm in der Nacht wertvolles Silberbesteck und wird gefasst. Der Bischof jedoch lässt ihn ziehen, habe er ihm das Besteck doch geschenkt. Zusätzlich gibt er ihm zwei wertvolle Leuchter mit, die er ihm ebenfalls versprochen habe. Die Begegnung mit dem Bischof läutert Valjean, wenn er auch kurz darauf einem armen Jungen seinen Wochenlohn stiehlt. Obwohl er sich sofort besinnt, kann er das Geld nicht mehr zurückgeben.
Fünf Jahre später ist Valjean als Monsieur Madeleine in Montreuil ansässig geworden. In der Kleinstadt gilt er als bedeutender Mann, hat er die Stadt doch durch die Neuentwicklung eines Glasfärbeverfahrens zu Ansehen gebracht. Als wohltätiger Mensch und Mäzen ist er geachtet und inzwischen zum Bürgermeister aufgestiegen. Seine Vergangenheit holt ihn ein, als Inspektor Javert, der ihn damals aus der Haft entlassen hat, nach Montreuil versetzt wird und Valjean wegen des Gelddiebstahls als Rückfalltäter sucht. Valjean rettet kurz darauf dem Kutscher Fauchelevent das Leben, indem er einen auf ihn gefallenen Kutschwagen allein anhebt. Javert kennt nur einen, der derartige Kräfte hatte: Valjean. Der vermittelt den nun gehbehinderten Fauchelevent als Gärtner in das Pariser Damenkloster Picpus. Javert wiederum bittet Valjean um seine Absetzung: Er habe ihn bei seinen Vorgesetzten als Sträfling Valjean angezeigt, jedoch erfahren, dass der wahre Valjean bereits gefasst wurde und am nächsten Tag in Arras verurteilt werden soll. Valjean will Unrecht verhindern, erscheint beim Verfahren und gibt sich als Valjean zu erkennen. Er kehrt nach Montreuil zurück, wo er seine Verhaftung erwartet.
In Montreuil steht Valjean in der Schuld von Fantine, die einst in seiner Fabrik gearbeitet hat, jedoch entlassen wurde, weil sie in Cosette ein uneheliches Kind hat. Fantine stieg sozial ab, um die Unterbringungskosten ihrer Tochter bei den habgierigen Thénardiers aufbringen zu können, und prostituierte sich am Ende. Sie liegt im Sterben, als Valjean ihr verspricht, für Cosette zu sorgen. Er flieht vor der Verhaftung und kauft den Thénardiers Cosette ab. Ein Jahr später leben beide in Paris, wohin auch Javert versetzt wurde. Als ihre Vermieterin beide an Javert verrät, fliehen sie nach Picpus, wo sie vom dankbaren Fauchelevent aufgenommen werden. Valjean heißt nun Fauchelevent und gilt als Bruder des Gärtners. Cosette wächst im Kloster auf. Acht Jahre später ziehen Valjean und Cosette weiter.
Im Jahr 1830 entstehen in Paris die ersten Unruhen. Die Studentenschaft will mit einem Aufstand die Republik ausrufen. Unter den jungen Männern ist auch Marius, der von seinem reichen Großvater für seine Ansichten verstoßen wurde. Er verliebt sich in Cosette, die er mit Valjean im Jardin du Luxembourg spazieren gehen sieht. Marius wohnt in einer heruntergekommenen Herberge Seite an Seite mit der Familie Thénardier, die inzwischen in größter Armut lebt. Vor allem der Vater ist verbittert, hat er doch einst in Waterloo gekämpft und keinen Dank für die Rettung eines ranghohen Mannes erhalten. Beim Betteln vor der Kirche begegnet Thénardiers Tochter Éponine Valjean und seiner Tochter. Beide erscheinen kurz darauf bei den Thénardiers und bringen Kleider und Essen vorbei. Thénardier erkennt ihn wieder. Weil Valjean am Abend wiederkommen will, um etwas Geld vorbeizubringen, legt er mit einer Verbrecherbande eine Falle, um Valjean auszurauben. Marius hört von dem Plan und zeigt Thénardier bei Javert an. Thénardier und die Bande können verhaftet werden, während Valjean erneut die Flucht vor Javert gelingt. Zwei Jahre später können Thénardier und die Mitglieder der Bande aus dem Gefängnis entkommen. Éponine sieht Valjean und Cosette wieder, die inzwischen in eine Villa in Paris gezogen sind. Sie gibt ihren Wohnort an Marius weiter, auch wenn sie ihn selbst unglücklich liebt. Marius und Cosette treffen sich und sind kurz darauf ein Paar, wovon Valjean nichts weiß. Marius sucht seinen Großvater auf, um sein Einverständnis zur Heirat mit Cosette zu erhalten, doch lehnt der eine Verbindung ab.
Die Unruhen in Paris verstärken sich und bald beginnen die Barrikadenkämpfe. Unter den Aufständischen befindet sich auch Javert, der schließlich als Spitzel enttarnt und verhaftet wird. Éponine stirbt bei den Barrikadenkämpfen, während Marius durch einen Jungen einen Brief an Cosette überbringen lässt, in dem er ihr versichert, dass er sie liebe. Der Brief wird von Valjean abgefangen, der sich zu den Barrikaden begibt. Hier sieht er Javert als Gefangenen und befreit ihn. Zudem schützt er Marius, der beim Stürmen der Barrikaden schwer verletzt wird. Valjean begibt sich mit Marius über den Schultern in die Kanalisation von Paris, wird jedoch von Javert gestellt. Er darf Marius zu dessen Großvater bringen und sich von Cosette verabschieden. Als er von Cosette zur Kutsche zurückkehren will, ist diese verschwunden – Javert hat die Jagd auf Valjean aufgegeben und nimmt sich kurz darauf das Leben. Einige Zeit später heiraten Marius und Cosette. Valjean erscheint zur Hochzeit, wo er Marius mitteilt, dass er in Wirklichkeit ein gesuchter Häftling sei und Cosette auch nicht seine Tochter ist. Er habe ihr eine Mitgift in Höhe von 600.000 Francs hinterlassen und werde nie wieder in ihrem Leben auftauchen. Im Herbst 1838 wird Marius von Thénardier aufgesucht, der ihn mit seinem Wissen um Valjean erpressen will. So erfährt Marius auch, dass Valjean ihm in den Barrikadenkämpfen das Leben gerettet hat. Mit Cosette eilt er zu Valjeans Haus, findet ihn jedoch nur noch tot vor. Am Ende trauern beide an seinem Grab.

## Produktion
Die Legion der Verdammten wurde 1981 in Paris, Palaiseau, Bordeaux, Sarlat-la-Canéda und den S.F.P.-Studios in Bry-sur-Marne gedreht. Am Dreh waren rund 3000 Statisten beteiligt. Die Kostüme schuf Sylvie Poulet, die Filmbauten stammten von François de Lamothe und Jean Mandaroux.
Der Film kam am 20. Oktober 1982 in die französischen Kinos, wo er von 3.828.029 Zuschauern gesehen wurde. 1985 lief in Frankreich eine um 30 Minuten längere Fassung des Films als Vierteiler im Fernsehen. In Deutschland kam er am 28. Oktober 1983 in die Kinos. Am 3. und 10. Dezember 1984 wurde er in zwei Teilen im ZDF erstmals im westdeutschen Fernsehen gezeigt. In der DDR lief der Film bereits am 18. Mai 1984 im ersten Programm. 2007 erschien er auf DVD.

## Kritik
Der Spiegel befand, dass Regisseur Hossein „mit viel Aufwand […] im Elend der Verdammten dieser Erde [schwelgt]“ und der Film eine „schmink- und farbtriefende… Version der ‚Elenden‘ von Victor Hugo“ sei. Für das Lexikon des internationalen Films war Die Legion der Verdammten „formal größtenteils konventionell, aber durch gediegene Schauspielerleistungen und das Bekenntnis zu den pathetischen und sentimentalen Aspekten der literarischen Vorlage zum Teil doch überzeugend.“ „Praller Bilderbogen französischer Historie“, fasste Cinema zusammen.

## Auszeichnungen
Jean Carmet gewann 1983 für seine Darstellung des Thénardier einen César in der Kategorie Bester Nebendarsteller. Der Film erhielt vier César-Nominierungen in den Kategorien Bester Hauptdarsteller (Lino Ventura), Bestes adaptiertes Drehbuch (Alain Decaux, Robert Hossein), Bestes Szenenbild (François de Lamothe) und Beste Kamera (Edmond Richard).
Auf dem Internationalen Filmfestival Moskau wurde Robert Hossein mit einem Spezialpreis ausgezeichnet; der Film lief zudem im Wettbewerb um den Hauptpreis des Festivals.